# Forsrödstjärt
Forsrödstjärt (Phoenicurus fuliginosus) är en liten asiatisk tätting som numera placeras i familjen flugsnappare (Muscicapidae). Den är en kortflyttare som lever längs rinnande vattendrag från Pakistan till Vietnam samt på Taiwan. IUCN kategoriserar den som livskraftig.

## Kännetecken

### Utseende
Forsrödstjärten är en 12–13 centimeter lång fågel med den för släktet karakteristiska röda stjärten. Hanen är skifferblå ovan med svart näbb och hudfärgade ben. Stjärt och undergump är rost- eller kastanjeröd. Honan är snarare skiffergrå ovan, med vit övergump och vitt på inre delarna av stjärtens yttre stjärtpennor, så att den påminner om stjärten hos en stenskvätta. Undersidan är grå med små vita fläckar.

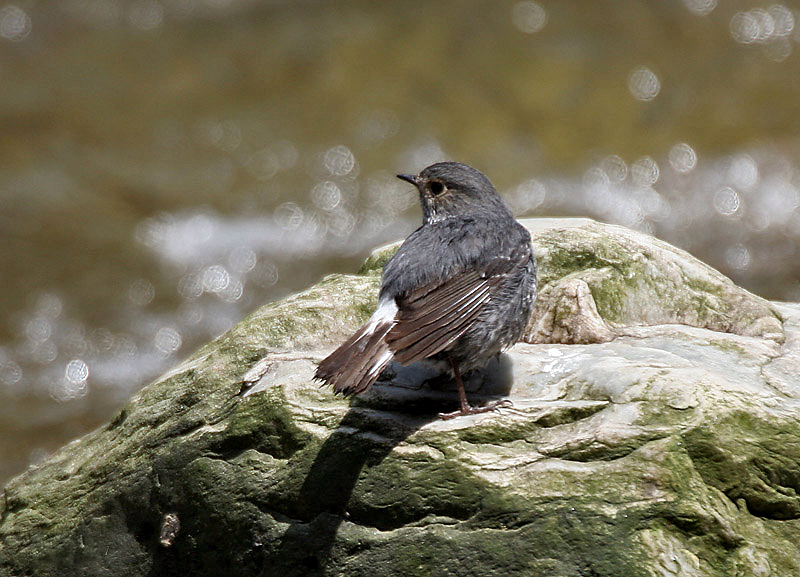
Hona i Himachal Pradesh, Indien.

### Läten
Sången är mycket tunn och insektsliknande "streee-treee-treee-treeeh". Lätet är ett kort, vasst och genomträngande "peet".

## Utbredning och systematik
Forsrödstjärt delas upp i två underarter med följande utbredning:
- Phoenicurus fuliginosus fuliginosus – förekommer i Himalaya (från Pakistan till Myanmar, sydöstra Tibet, västra Kina och norra Vietnam)
- Phoenicurus fuliginosus affinis – förekommer på Taiwan

Honor och unga hanar i Kina är brunare ovan och bör möjligen urskiljas som egen underart, tenuirostris.

### Forsrödstjärt i Europa
I juni 1993 upptäcktes en hane forsrödstjärt i hamnutfyllnaden i Halmstad. Det bedömdes dock att denna kortflyttare inte kan ha nått Sverige på naturlig väg. 21 oktober 2017 påträffades även en hane på Krimhalvön nära Svartahavskusten.

### Släktestillhörighet
Arten placerades tidigare tillsammans med luzonrödstjärt i släktet Rhyacornis. Flera genetiska studier visar dock att det släktet liksom strömrödstjärt i släktet Chamairrornis  är en del av Phoenicurus. Vissa taxonomer väljer dock att istället dela upp Phoenicurus i mindre släkten, varvid forsrödstjärten behålls i Rhyacornis.

### Familjetillhörighet
Rödstjärtarna ansågs fram tills nyligen liksom bland andra stenskvättor, stentrastar och buskskvättor vara små trastar. DNA-studier visar dock att de är marklevande flugsnappare (Muscicapidae) och förs därför numera till den familjen.

## Levnadssätt

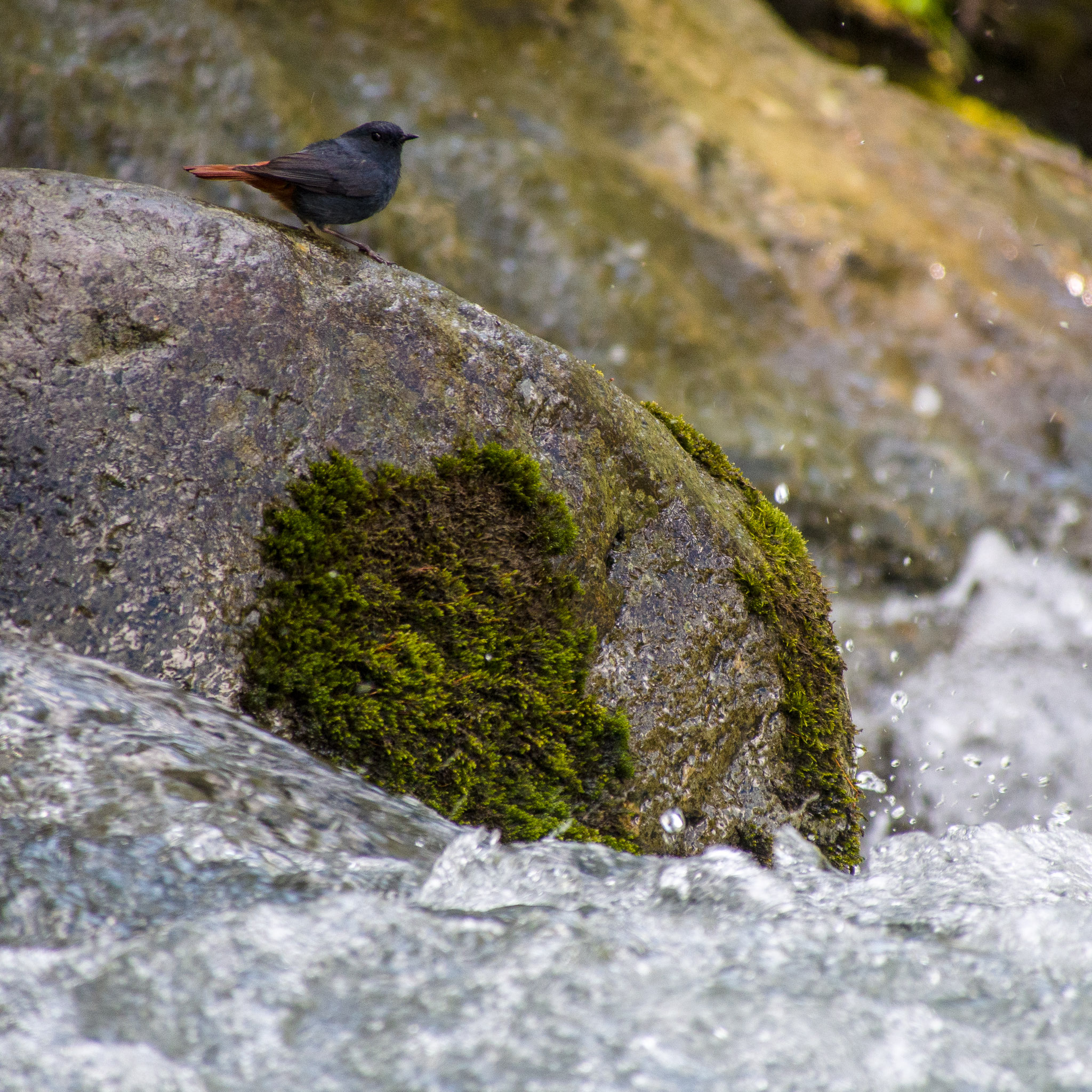
Forsrödstjärt i typisk miljö.

Som namnet avslöjar är denna art bunden till strömmande vattendrag, i Himalaya mellan 2 000 och 4 100 meters höjd. Vintertid tenderar den dock att söka sig till lägre höjder. Arten försvarar sitt revir mycket aggressivt och konfronterar varje inkräktare. Den lever mestadels av insekter, framför allt nattsländor och deras larver, dagsländor och knott, men även tillfälligtvis bär som berberis och frön. Under födosökandet flyger den upp till sju meters höjd över vattnet för att sedan glida ner i en spiral tillbaka till utgångspunkten.

## Status och hot
Arten har ett stort utbredningsområde och en stor population med stabil utveckling och tros inte vara utsatt för något substantiellt hot. Utifrån dessa kriterier kategoriserar internationella naturvårdsunionen IUCN arten som livskraftig (LC). Världspopulationen har inte uppskattats men den beskrivs som vanlig i norra Pakistan och Indien men sparsamt förekommande och endast lokalt vanlig i Sydostasien.